# Adorno-Denkmal

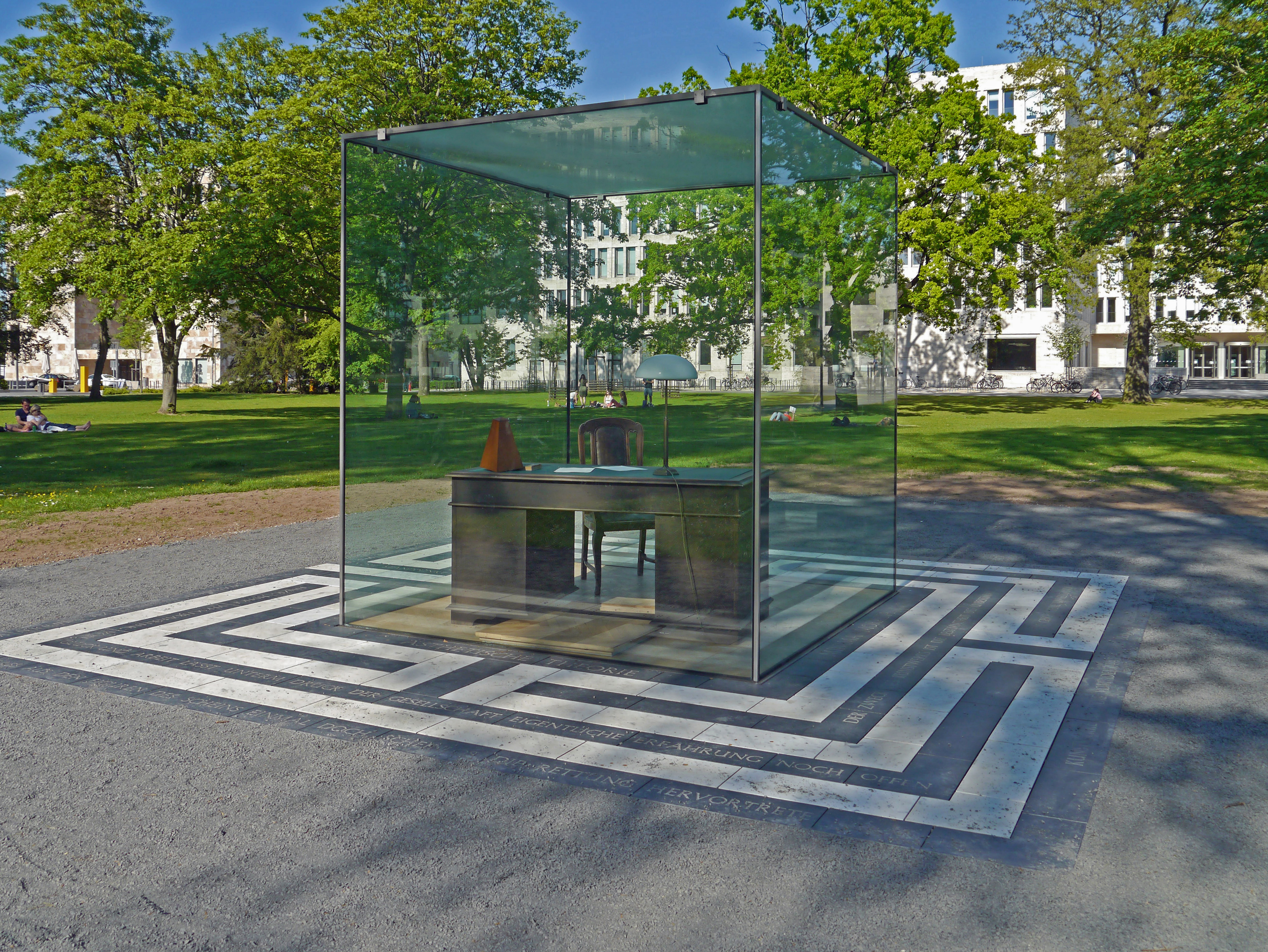
2016 am neuen Standort auf dem Westend-Campus der Goethe-Uni

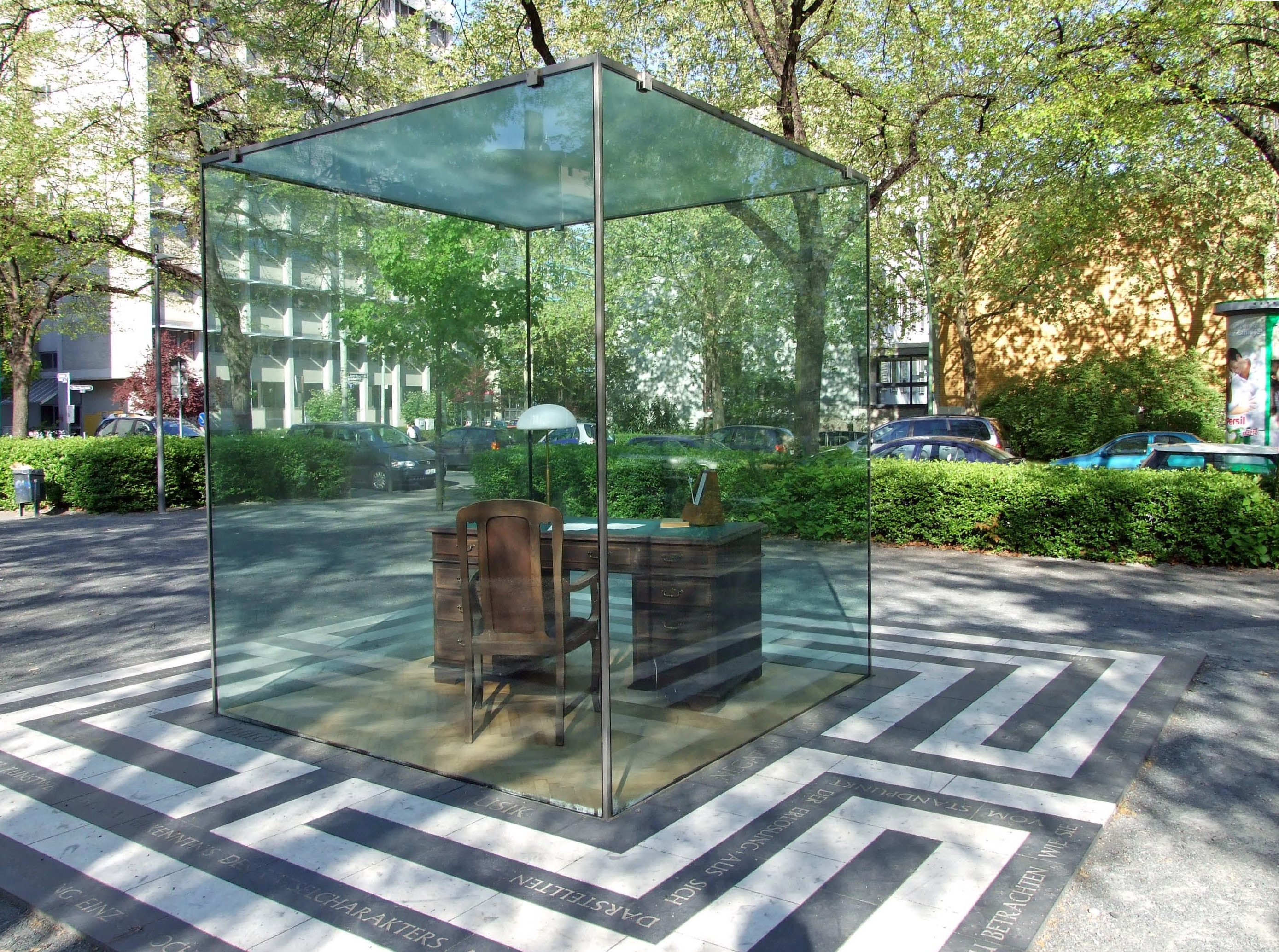
Das Adorno-Denkmal am alten Standort in Frankfurt am Main-Bockenheim, Ansicht von Südwesten

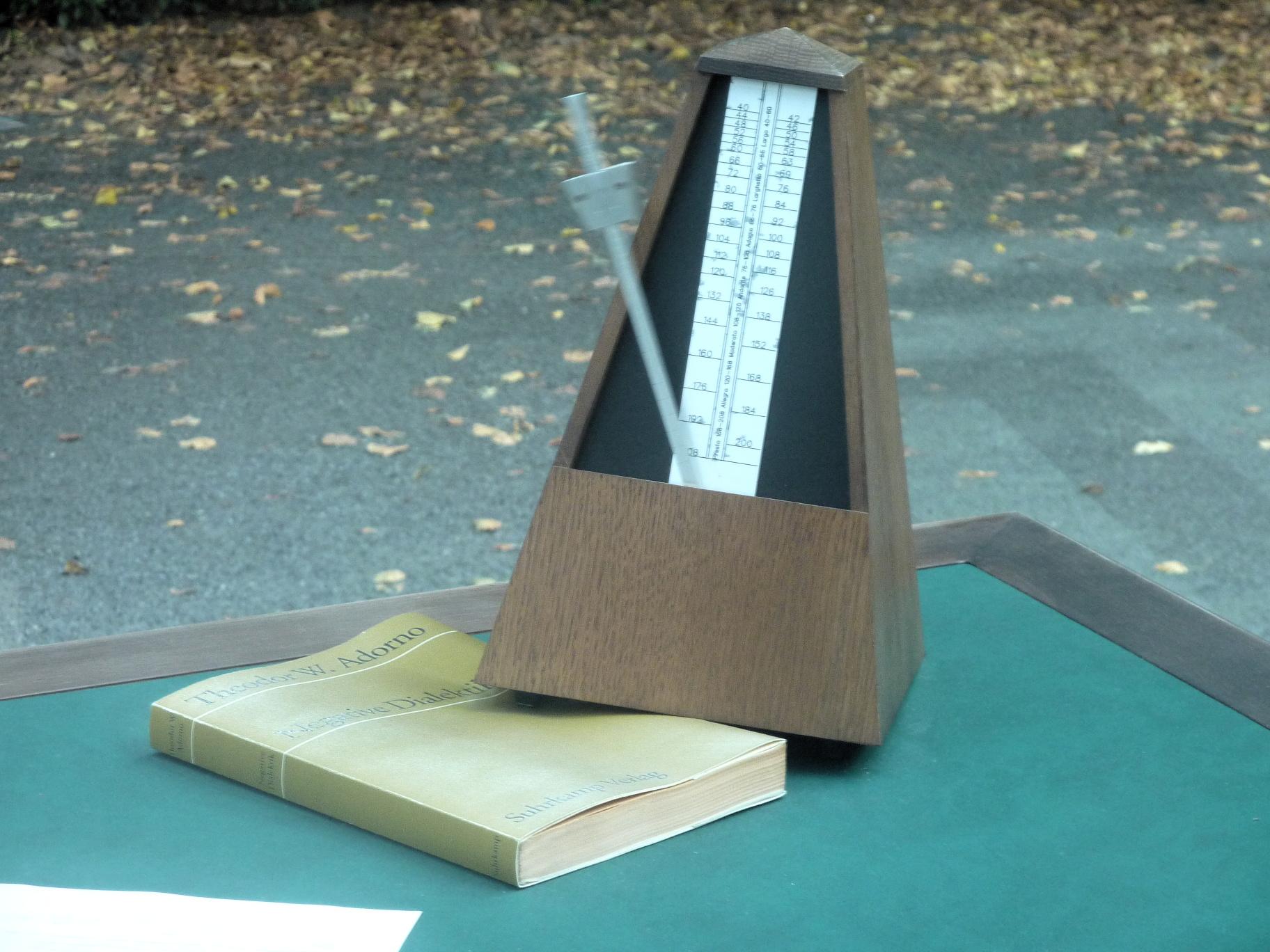
Das Metronom auf dem Schreibtisch des Denkmals in Bewegung. Darunter ein Exemplar von Adornos Buch Negative Dialektik

Das Adorno-Denkmal in Frankfurt am Main ist dem Frankfurter Soziologen, Philosophen, Musikkritiker und Komponisten Theodor W. Adorno gewidmet. Es wurde vom russischen Installationskünstler Vadim Zakharov entworfen und im Jahr 2003 im Stadtteil Bockenheim und Westend-Süd nahe der Johann-Wolfgang-Goethe-Universität am Campus Bockenheim auf dem Theodor-W.-Adorno-Platz, dem jetzigen Tilly-Edinger-Platz, errichtet. Das Denkmal wurde am 10. Oktober 2003 anlässlich Adornos 100. Geburtstag eingeweiht. Es ersetzte das an gleicher Stelle stehende Husarendenkmal, für das ein neuer Standort in der Bockenheimer Senckenberganlage gefunden wurde. Im April 2016 wurde das Adorno-Denkmal auf den Campus Westend, Theodor-W.-Adorno-Platz verlegt.

## Entstehung und Konstruktion
Der in Köln lebende Zakharov konnte sich mit seinem Entwurf für das Denkmal gegen fünf weitere Entwürfe durchsetzen. Er entschied sich für eine narrative Installation im Zentrum des neu gestalteten und 1995 nach Adorno benannten Platzes, die eine Darstellung des Arbeitsplatzes von Adorno unter Sicherheitsglas zeigt. Auf diese Weise wird Adornos privater kreativer Arbeitsplatz im öffentlichen Raum nachgebildet. Das Mobiliar ähnelt jedoch nicht den erhaltenen Originalen. Jury-Mitglied Udo Kittelmann, Direktor des Frankfurter Museums für Moderne Kunst (MMK), hält das Denkmal „für intelligent und sensibel genug, um neugierig auf Adorno zu machen“.
Das Adorno-Denkmal besteht aus einem Kubus aus fünf je 350 kg schweren Glasscheiben von 2,50 Meter Kantenlänge mit insgesamt 31 m² Glasfläche, verstärkt durch ein unauffälliges Tragegerüst aus Stahlstreben; der Kubus enthält einen Parkettfußboden, einen Schreibtisch und einen Schreibtischstuhl. Die auf dem Tisch stehende Schreibtischlampe schaltet sich bei einsetzender Abenddämmerung automatisch ein und bei Morgendämmerung wieder aus und soll Adornos nächtliches Schaffen symbolisieren. Ein Mälzel-Metronom steht schräg auf einem Buch auf der Tischplatte. Es tickt fortlaufend und steht für seine kompositorische Tätigkeit. Laut Zakharov wurde es extra angefertigt, um auch in Schräglage gleichmäßig und ununterbrochen zu laufen. Es repräsentiere den Herzschlag Adornos, der 1969 einem Herzinfarkt erlag. Das Buch ist eine Suhrkamp-Erstausgabe von Adornos 1966 erschienener Arbeit Negative Dialektik. Es steht stellvertretend für sein philosophisches Werk, ein handschriftlich kommentiertes, mit Schreibmaschine geschriebenes Manuskript und ein Notenblatt stehen für seine Arbeitsschwerpunkte. Das Umfeld des Glaskubus ist auf einer Breite von etwa zwei Metern mit weißen Marmor- und schwarzen Granitplatten gepflastert, in die Zitate aus Adornos Werk Minima Moralia sowie aus seiner Ästhetischen Theorie eingemeißelt sind. Der mehrfach im Rechten Winkel die Richtung wechselnde Zeilenverlauf der Zitate formt ein Labyrinth.
Mit der Planung des Denkmals und der Platzgestaltung hatte das städtische Hochbauamt das Frankfurter Architekturbüro Index Architekten beauftragt; an der Durchführung der Planungen waren mehrere Fachunternehmen beteiligt. Es galt, eine möglichst atmosphärische Umsetzung des künstlerischen Themas bei Beachtung der sicherheitstechnischen Bestimmungen im öffentlichen Raum und den bautechnischen und physikalischen Ansprüchen zu erreichen. Konstruktiv wird das Denkmal wie ein Gebäude bewertet. Der Glaskubus ist durch einen unterirdischen Wartungstunnel mit einem Einstieg einige Meter außerhalb des Objektes zugänglich. Der äußere Einstieg ist mit einem runden Kanalisationsdeckel verschlossen, die Ausstiegsluke im Boden des Kubus wird von einem unauffällig ins Parkett eingelassenen quadratischen Deckel unter dem Schreibtisch verdeckt. Der Kubus selbst ist vollständig abgedichtet und wird weder beheizt noch belüftet. Die Luftfeuchtigkeit soll durch eine im Wartungstunnel untergebrachte Entfeuchtungsanlage auf konstantem Wert gehalten werden. Im Tunnel befindet sich auch die Technik zur Steuerung der weiteren elektrischen Einrichtungen – Schreibtischlampe und Metronom. Die Kosten für das Denkmal beliefen sich auf rund 220.000 Euro und wurden vollständig aus dem Haushalt der Stadt Frankfurt finanziert.

## Kritik am Entwurf, Beschädigungen des Denkmals
Anlässlich des 100. Geburtstages Adornos gab es jedoch auch Kritik an der Stadt. Stefan Müller-Doohm, Autor einer Adorno-Biografie, forderte gegenüber der Nachrichtenagentur dpa, die Stadt Frankfurt schulde dem 1934 von den Nationalsozialisten aus Frankfurt vertriebenen Adorno ein Zentrum mit einer Bibliothek sowie mit einem Film- und Tonarchiv; dies sei nach Müller-Doohms Auffassung eine kulturelle Pflicht-Aufgabe der Stadt und des Bundes. Kritik wurde auch am Denkmal selbst geäußert. Wer Adorno nicht kenne, werde es durch dieses Denkmal auch nicht erfahren, weil das Ensemble nicht authentisch sei, ihn weder zeige noch sein Werk beschreibe.
Seit der Einweihung war der Glaskubus in Bockenheim bereits mehrmals Vandalismus ausgesetzt und wurde wiederholt beschädigt. Nach dem Ersetzen der durch Sprünge im Glas beschädigten Scheiben des Kubus stand das ausgestellte Ensemble zeitweise durch Bauzäune hinter Gittern. Nach einigen der Reparaturen fanden Nachtwachen von Künstlern, Schriftstellern und Studierenden statt, die zum Beispiel unter dem Motto A Night With Adorno standen. Die Stadt Frankfurt stellte dafür ein Zeltdach zur Verfügung, unter dem Arien aus der Oper Der Barbier von Sevilla, Darbietungen des Cellisten und Adorno-Schülers Frank Wolff, der Band Pathos Legal sowie des Frankfurter Schriftstellers Matthias Altenburg aufgeführt wurden. Später wurde das Betreten des durch Hecken eingegrenzten Innenplatzes um das Denkmal in der Zeit zwischen 20 Uhr und 6 Uhr vom Frankfurter Amt für Straßenbau und Erschließung per Hinweisschildern verboten.
Zur Umsetzung des Denkmals auf den Campus Westend der Universität wurde das Denkmal instand gesetzt. Zugangsbeschränkungen wie in Bockenheim gibt es nicht mehr, auch wurde das Objekt (Stand Juni 2018) nicht mehr Ziel von Vandalismus.

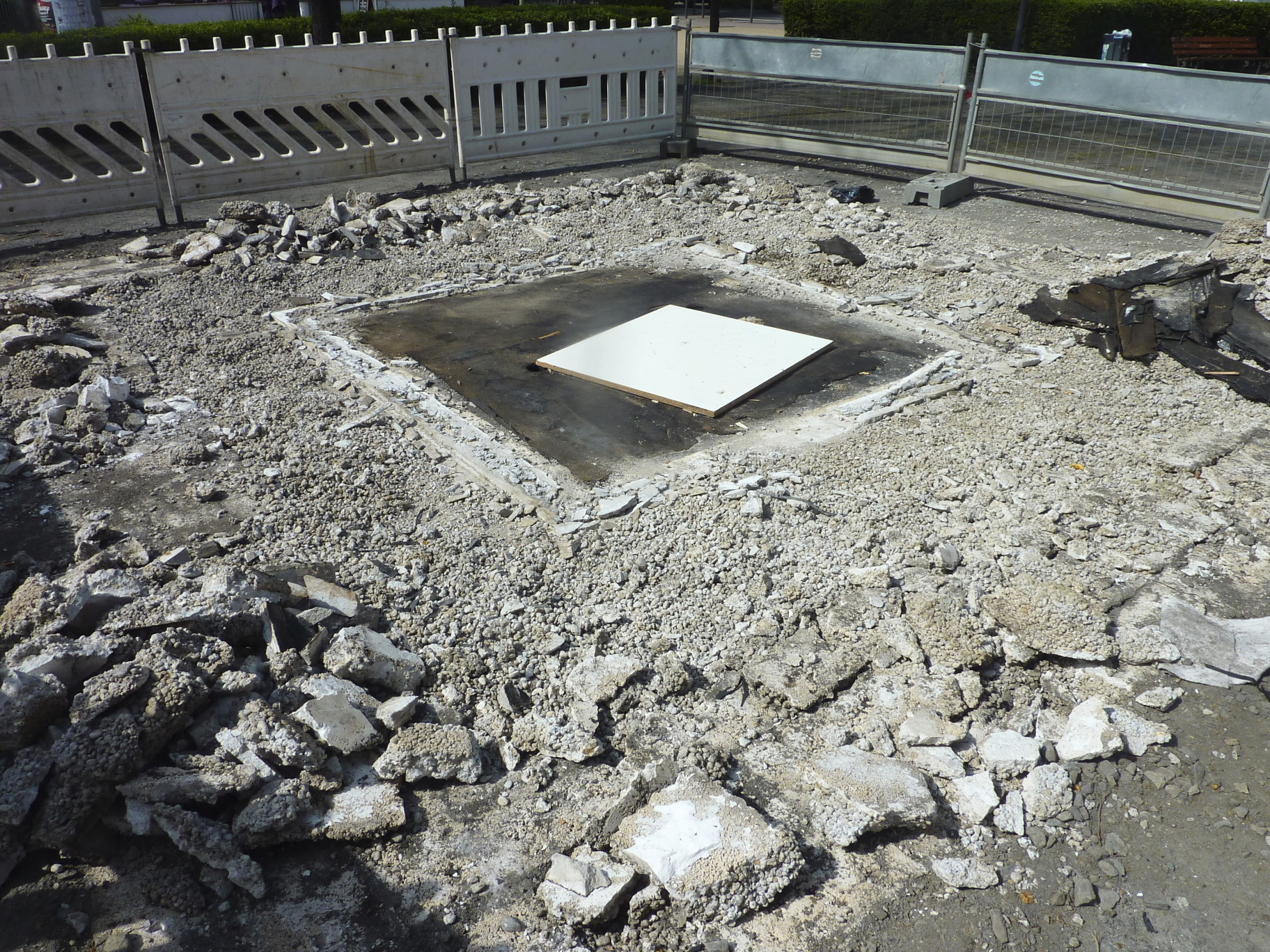
Altes Fundament nach dem Abbau auf dem Tilly-Edinger-Platz in Bockenheim
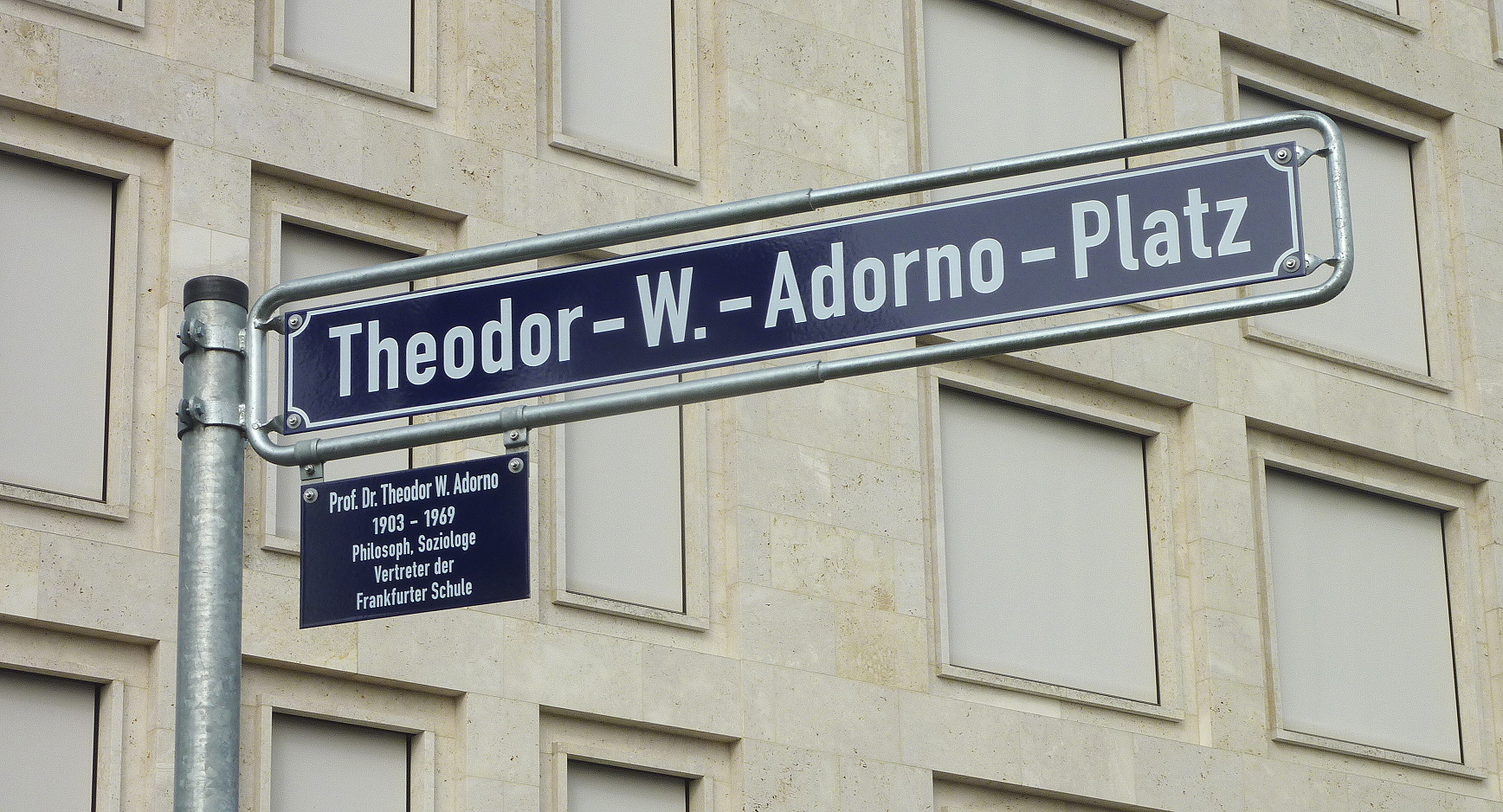
Der „neue“ Adornoplatz auf dem Westend-Campus
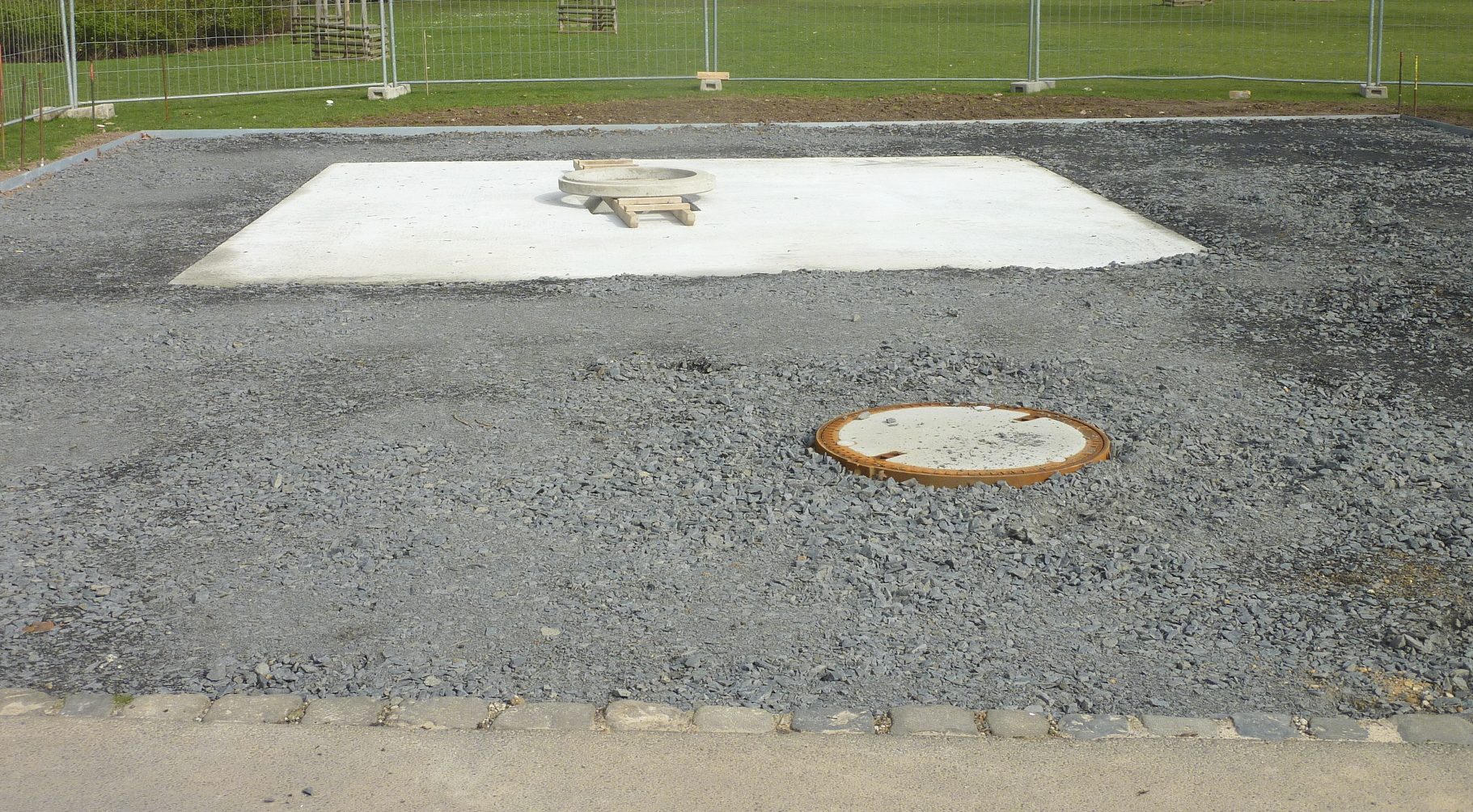
Neue Fundamentplatte und Wartungszugang auf dem Westend-Campus
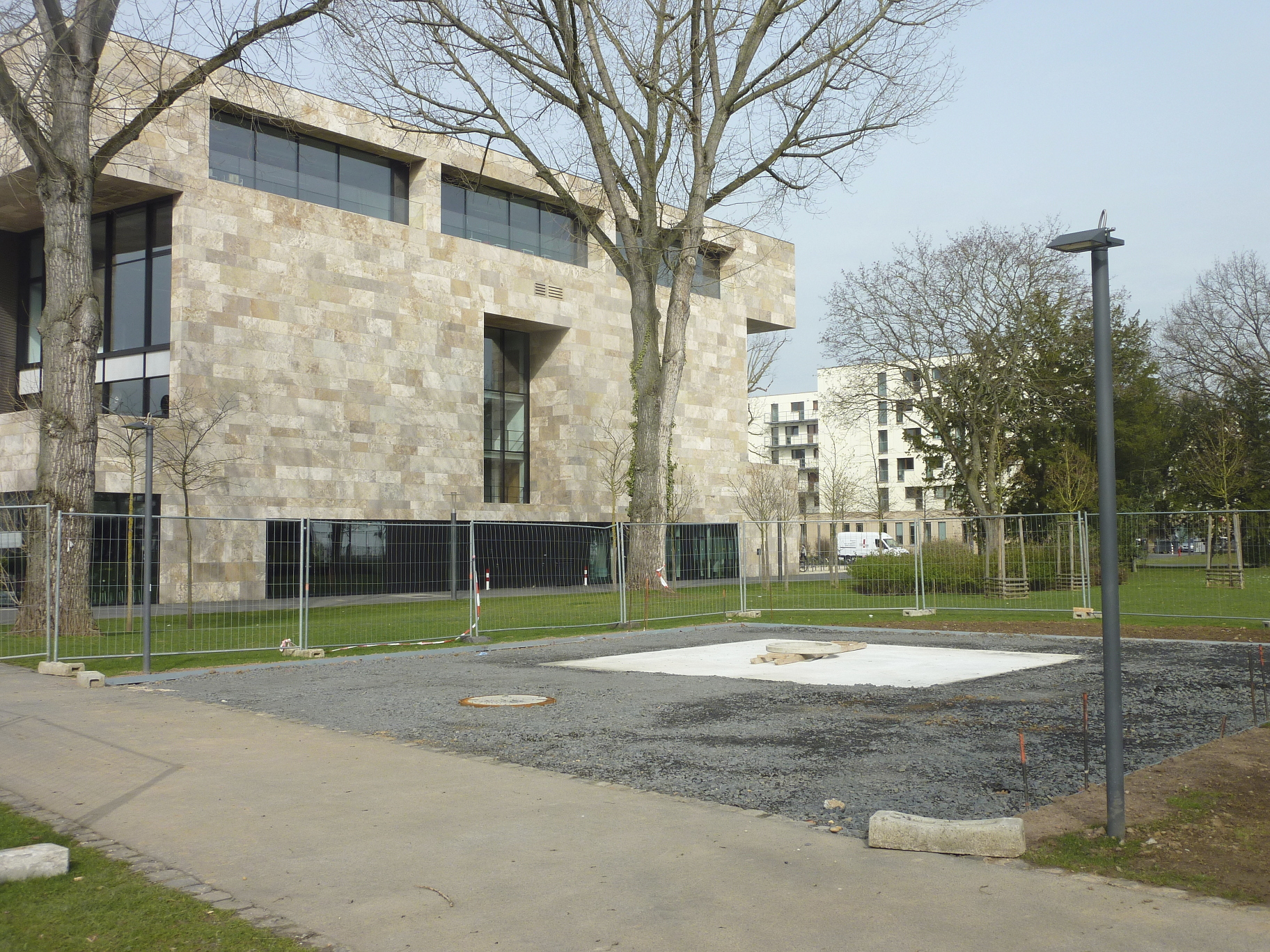
Der neue Standort neben dem Hörsaalzentrum
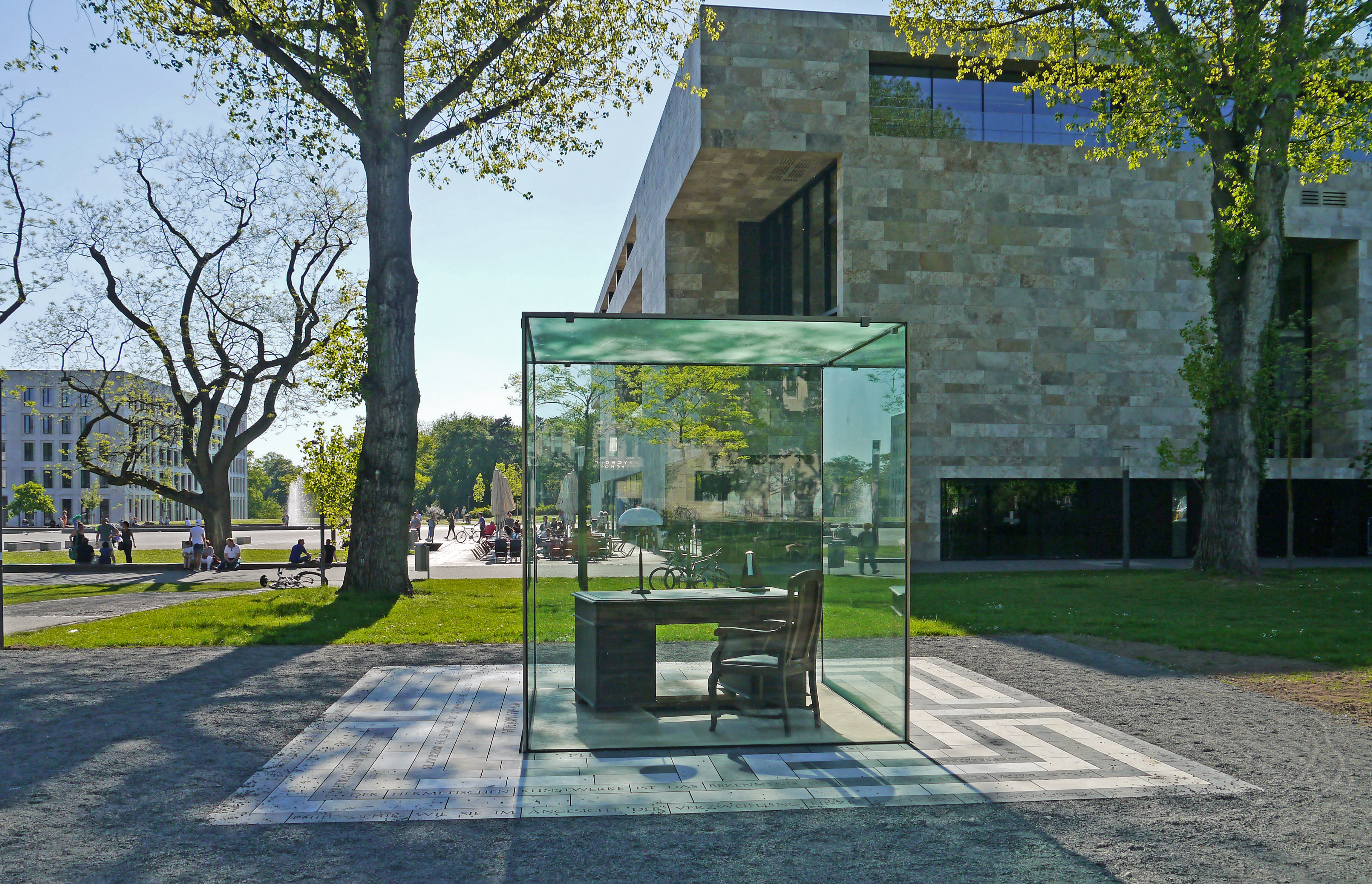
In Vollendung